# Jezdovický rybník
Jezdovický rybník je vodní plocha mezi Jezdovicemi a Třeští v okrese Jihlava. Leží na Třešťském potoce, ze západu se do něj vtéká Bukovský potok. S plochou 28 hektarů je největším rybníkem v okrese Jihlava. Slouží k chovu ryb a odběrům vody pro zemědělství. V blízkosti rybníka se nachází hnízdiště vodních ptáků.
Průtočný rybník má protáhlý tvar. Jeho chobot v délce 0,5 km zarostl rákosinami. Po západním břehu vede Železniční trať Kostelec u Jihlavy – Slavonice a silnice 2. třídy č. 406, po které vedou cyklistická trasa č. 16 a č. 5129 z Jezdovic do Třeště. Severní břeh tvoří zástavba Jezdovic. Jihovýchodní strana je zalesněná. Na jeho hrázi stojí jednoobloukový kamenný most, pod nímž je umístěno hlavní stavidlo rybníka. Most, zvaný Šlajsna, dlouhý 8 metrů a je 4,5 m široký. Pochází z poloviny 19. století.
Mezi Bukovou a Jezdovickým rybníkem se nachází rybniční kaskáda, jež slouží jako soustava vodních kanálů a retenčních nádrží. V dubnu 2006 přeplněný Jezdovický rybník částečně vytekl a voda způsobila podemletí železniční trati mezi zastávkami Kostelec a Třešť. Vlaková doprava byla zastavena na dva dny.
V okolí stojí dvě dubové aleje na severovýchodním okraji Třeště a nedaleko Otova Dvora. Na kraji lesa, na pravém břehu stojí smírčí kámen s reliéfem latinského kříže, sekery a obrazce, který se podobá ozubenému kolu či květině.